# Chavantes
Chavantes es un municipio brasileño del estado de São Paulo. Se localiza a una latitud de 23º02'20" sur y una longitud de 49º42'34" oeste, estando a una altitud de 563 metros sobre el nivel del mar. Su población estimada en 2014 era de 12.482 habitantes (en torno a los 65 hab./km²).
Se accede a esta localidad por la carretera SP-270.

## Historia
La ciudad fue fundada en el año 1887 por João Inácio da Costa Bezerra.

## Demografía
Según el censo del año 2000 su población se distribuía del modo siguiente:
Total: 22.194
- Urbana: 10.440
- Rural: 1.754
- Hombres: 12.082
- Mujeres: 18.718

La expectativa de vida en el municipio es de 71,26 años y la tasa de fecundidad de 2,34 hijos por mujer. La tasa de alfabetización es del 88,93%.

### Hidrografía
En su entorno están el río Paranapanema y una presa hidroeléctrica en él.